# Neolophonotus grossus
Neolophonotus grossus là một loài ruồi trong họ Asilidae. Neolophonotus grossus được Bromley miêu tả năm 1936. Loài này phân bố ở vùng nhiệt đới châu Phi.